# Horst Lichter

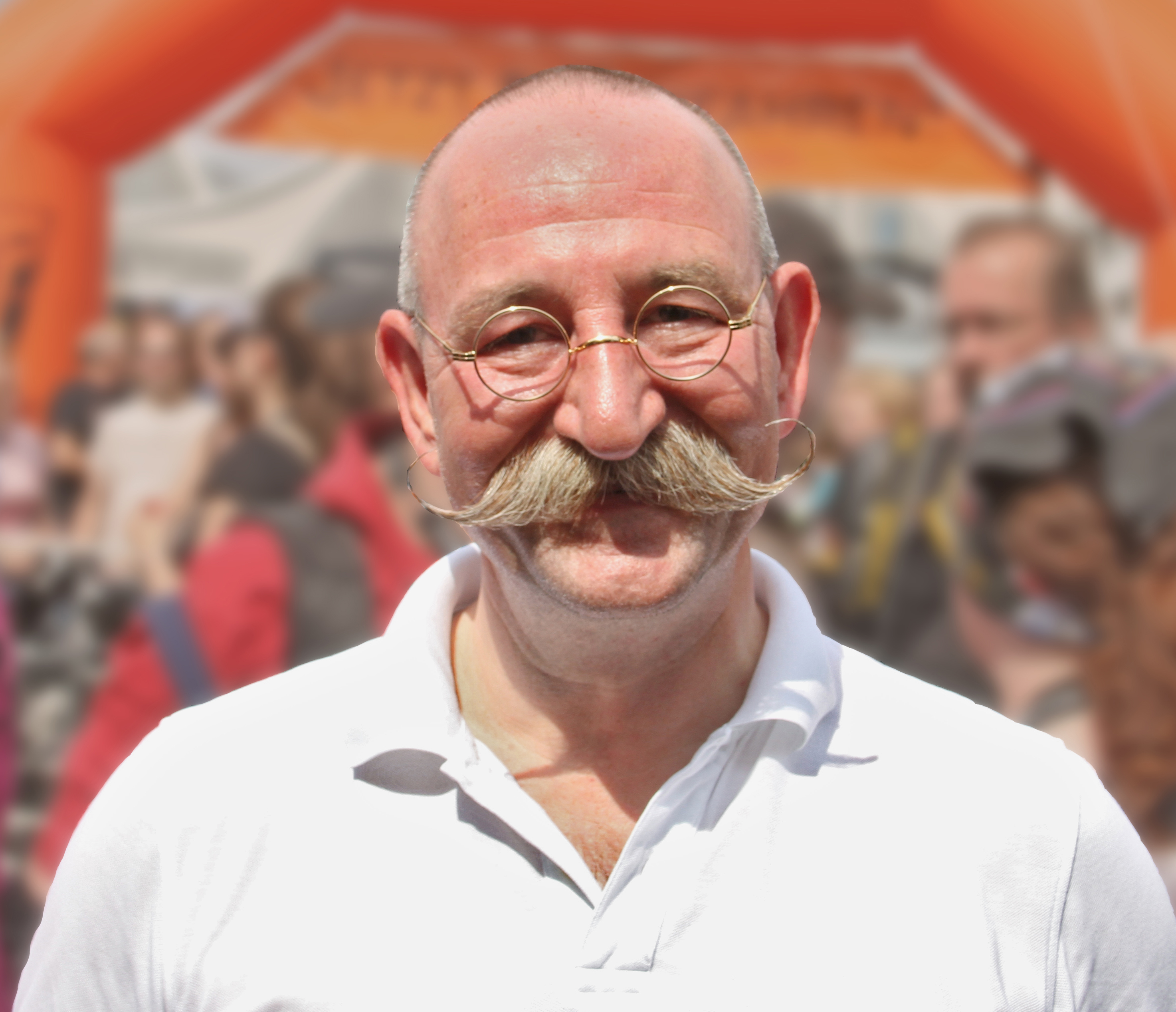
Horst Lichter, 2014

Wilhelm Horst Lichter (* 15. Januar 1962 in Nettesheim-Butzheim, heute zu Rommerskirchen) ist ein deutscher Koch, Fernsehkoch, Buchautor, Moderator und Entertainer. Seit der ersten Staffel, die im Jahr 2013 erschien, moderiert er die Trödelshow Bares für Rares.

## Leben
Horst Lichter wurde 1962 in der Gemeinde Nettesheim-Butzheim geboren. Er wuchs als ältester Sohn des Bergmanns Anton Lichter und dessen Ehefrau Margret Heikamp im Rheinischen Braunkohlerevier in Gill auf. Als Vierzehnjähriger begann er bei Lutz Winter in Bergheim eine Ausbildung zum Koch.
Im Alter von 19 Jahren heiratete er und geriet durch den Kauf eines Hauses in finanzielle Schwierigkeiten. Er war gezwungen, fünf Tage in der Woche auf einem Schrottplatz zu arbeiten. Lichter war zu dieser Zeit begeisterter Bodybuilder („Ich habe sehr jung sehr böse trainiert“), wie er im Jahr 2020 im Wer Wird Millionär? – Promispecial verriet und wovon auch ein Foto gezeigt wurde. Mit 26 Jahren erlitt er einen Schlaganfall, mit 28 folgte der zweite, zusammen mit einem Herzinfarkt. Während des anschließenden Aufenthalts in der Reha-Klinik fasste er den Entschluss, sein Leben grundlegend zu ändern.
Lichter hat drei Kinder aus erster Ehe, von denen das erstgeborene bereits mit 6 Monaten an einem plötzlichen Kindstod starb. Aus einer weiteren Beziehung ging eine Tochter hervor. Er ist in dritter Ehe mit Nada, der ehemaligen Ehefrau seines besten Freundes, verheiratet, nachdem dieser an Krebs verstorben war.
Zu Horst Lichters Hobbys zählen Motorräder und Automobile, besonders Oldtimer und Youngtimer.

## Lichter als Fernsehkoch und Moderator

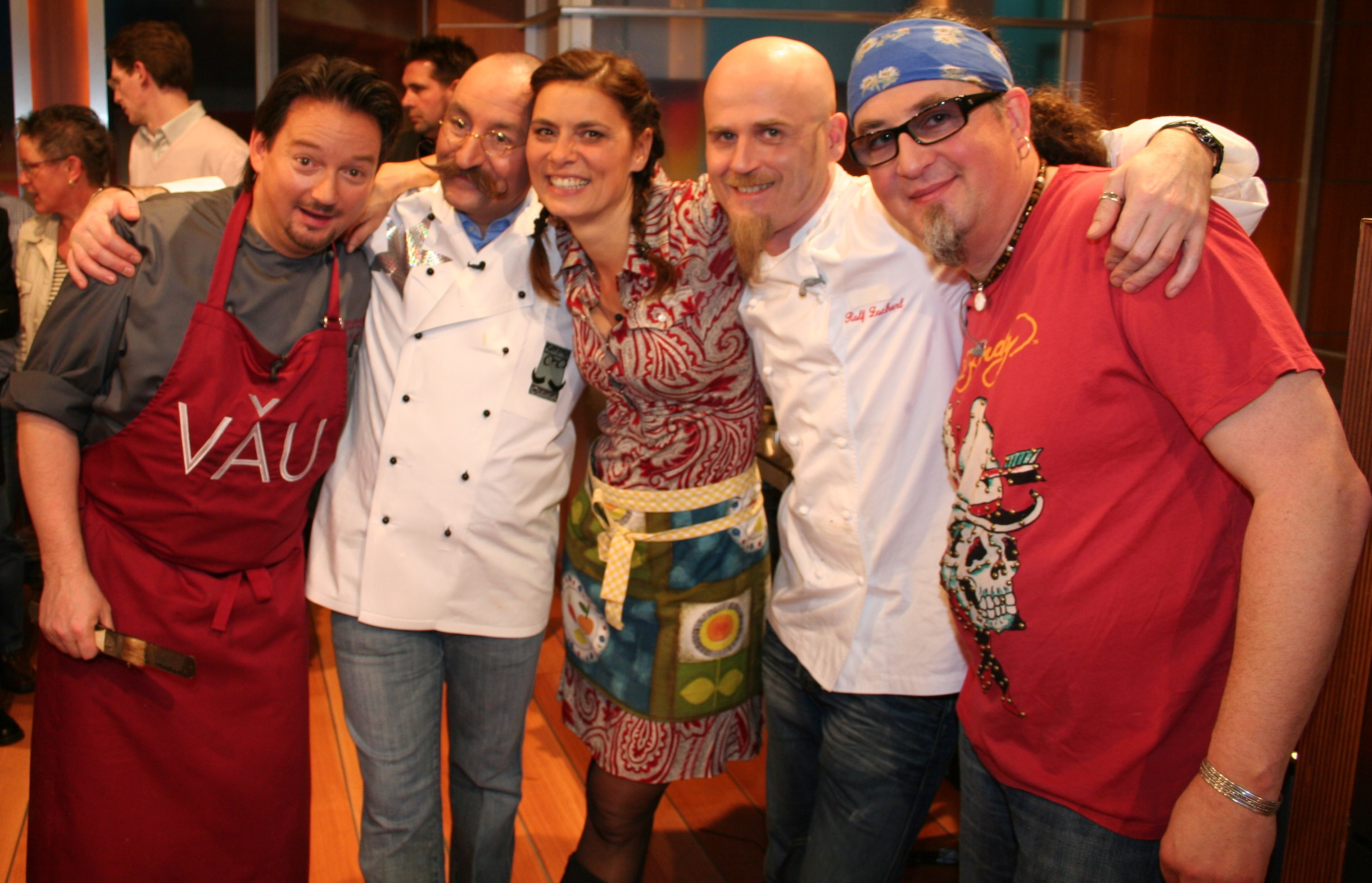
Horst Lichter (2. v. l.) zusammen mit Kolja Kleeberg, Sarah Wiener, Ralf Zacherl und Stefan Marquard (v. l.) bei Kerner kocht, 2007

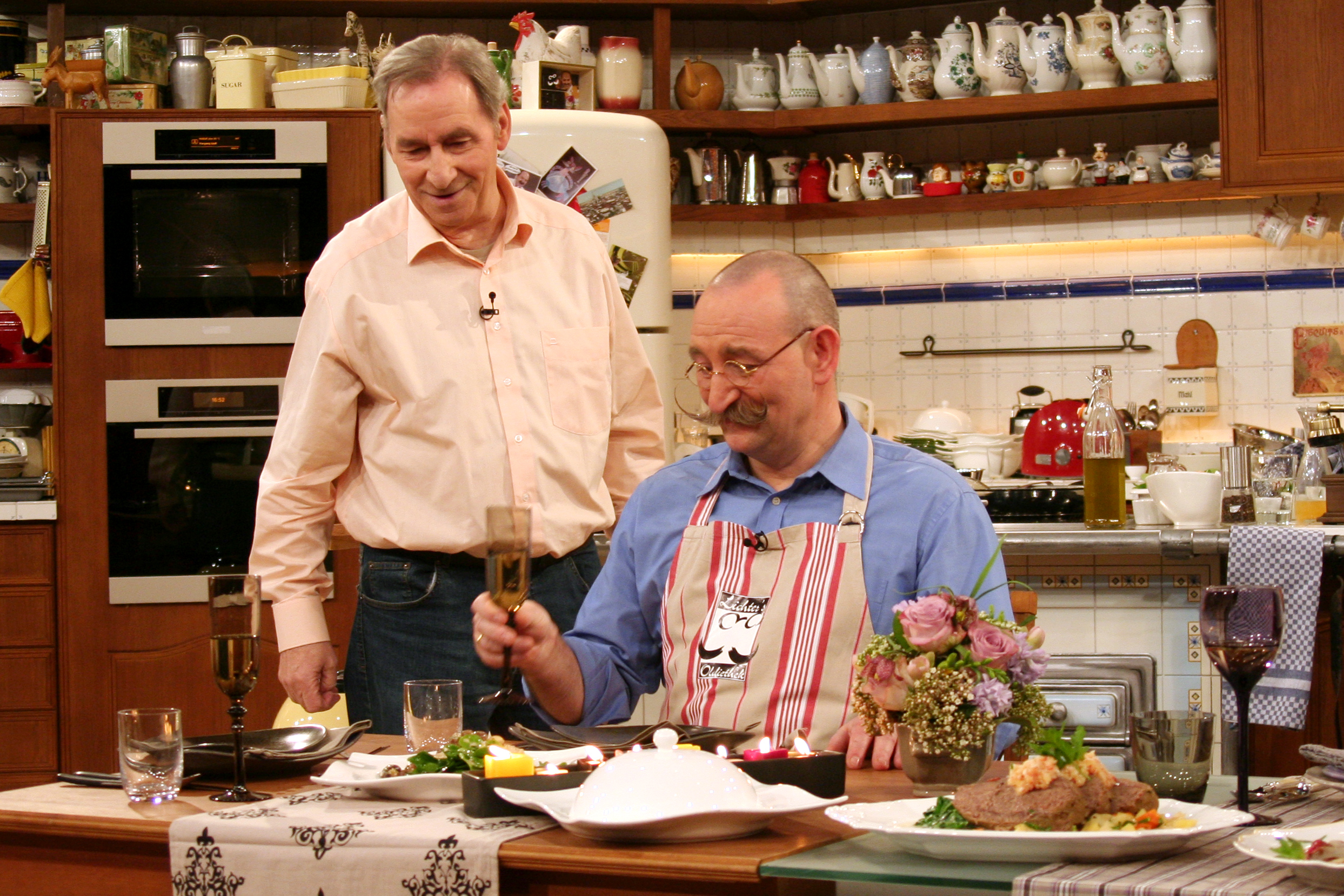
Horst Lichter mit Gast Henry van Lyck in der Sendung Lafer! Lichter! Lecker!, 2010

Vor seiner Karriere als Fernsehkoch eröffnete Lichter 1990 in einem ehemaligen Tanzsaal in Rommerskirchen-Butzheim eine Gaststätte. Sie wurde 1995 zum Restaurant Oldiethek umgewandelt. Das Objekt war durch die Sammelleidenschaft Lichters geprägt; im Lokal waren Antiquitäten und Trödel ausgestellt.
Mit dem Fernsehen kam Lichter erstmals in Kontakt, als der WDR einen Beitrag über seinen „Laden“, also die spätere Oldiethek, produzierte. Von 2006 bis 2017 war er Moderator und Koch der ZDF-Sendung Lafer! Lichter! Lecker!, die er zusammen mit seinem TV-Partner Johann Lafer bzw. verschiedenen Prominenten und Gästen durchführte. 2008 startete das ZDF zudem die Reihe Die Küchenschlacht, in der er als Moderator und Jurymitglied mitwirkte. 2012 begann im WDR Fernsehen die Sendereihe Lichters Schnitzeljagd. Dort ist Lichter mit einem Motorradgespann auf Schnitzeljagd durch Nordrhein-Westfalen unterwegs und besucht Menschen, mit denen er deren Lieblingsgerichte kocht.
Seit 2013 moderiert Lichter die Fernsehsendung Bares für Rares. 2016 wurde Koch im Ohr mit Lichter als Moderator ausgestrahlt. Darin versuchen zwei Kochlaien, mit Hilfe von zwei prominenten Profiköchen, ein Gericht zu kochen. Die Kandidaten sind mit den in Kabinen befindlichen Köchen nur über einen Knopf im Ohr verbunden.
Lichter erhält für seine Moderation beim ZDF in den Jahren 2023 bis 2025 1,7 Millionen Euro Honorar jährlich.

## Moderationen (Auswahl)
- 2006–2017 Lafer! Lichter! Lecker!
- seit 2013: Bares für Rares, ZDF
- seit 2021: Horst Lichters Traumrouten (Nachfolgeserie von Horst Lichter sucht das Glück, 2017–2020), ZDF

## Auszeichnungen (Auswahl)
- 2007 erhielt er zusammen mit Johann Lafer die Saure Gurke, einen Medienpreis für einen besonders frauenfeindlichen Fernsehbeitrag. Diesen Preis erhielt er für die Sendung Lafer! Lichter! Lecker! vom 18. August 2007, in der Lichter anwesende Frauen als „nougatgefüllte Marzipanpralinen auf zwei Beinen“ bezeichnete. Seine Kollegin, die Spitzenköchin Cornelia Poletto, empfand dies als Kompliment, wie sie in der Sendung Kochen bei Kerner vom 28. Dezember 2007 bekannte.
- 2010 erhielt er die Georg-Scheu-Plakette von der Stadt Alzey und dem Landkreis Alzey-Worms
- 2011 erhielt er den Kaiser-Augustus-Orden von der Arbeitsgemeinschaft Trierer Karneval (ATK)
- 2014 erhielt er die Goldene Kamera als bester TV-Koch.
- 2019 erhielt er eine Romy in der Kategorie Show/Unterhaltung

## Parodien
Aufgrund seines charakteristischen Dialekts und seines Aussehens war Horst Lichter wiederholt Gegenstand von Parodien. Der Schauspieler Michael Kessler parodierte ihn regelmäßig zusammen mit Max Giermann als Johann Lafer in der Fernsehserie Switch reloaded. Jürgen Becker parodierte ihn in der Sendung Mitternachtsspitzen mit Susanne Pätzold als Frauke Petry. Der Schriftsteller und Musiker Heinz Strunk widmete ihm mehrere Parodien, u. a. im Song Fernsehkoch (2015), im Podcast Familienaufstellung (2018) als Moderator von Bares für Rares sowie im Hörbuch zu seiner 2019 als Buch veröffentlichten Titanic-Kolumne Heinz Strunks Intimschatulle.

## Eigene Veröffentlichungen (Auswahl)
- Lichters Jahreszeitenküche, 2002, ISBN 3-8025-1506-4.
- Lafer! Lichter! Lecker! (mit Johann Lafer), 2007, ISBN 3-89883-150-7.
- Genießen erlaubt! Die gute alte Küche neu entdeckt, 2006, ISBN 3-89479-328-7.
- Großmutters geheime Rezepte. Aufgedeckt und aufgetischt, 2005, ISBN 3-8025-1667-2.
- Alles in Butter. Rezepte zum Glücklichsein. Goldmann, München 2007, ISBN 978-3-442-39172-1.
- Hier bin ich Mensch: Geschichten, die vom Leben erzählen, Mosaik-Verlag, 2014, ISBN 978-3-442-39173-8.
- Wer hier klaut, stirbt: Horst Lichters Geschichten von tausendundeinem Leben, Goldmann, 2014, ISBN 978-3-442-17090-6.
- Die Lust am Kochen! Da ist sie wieder!, Gräfe und Unzer-Verlag GmbH, München 2015, ISBN 978-3-8338-4540-6.
- Keine Zeit für Arschlöcher! … hör auf dein Herz, Gräfe und Unzer-Verlag GmbH, 2016, ISBN 978-3-8338-5763-8.
- Ich bin dann mal still – Meine Suche nach der Ruhe in mir, Knaur.Leben, 1. Edition, München 2021, ISBN 978-3-426-67604-2.[15]
- Zeit für Freundschaft, Knaur Verlag, 2024, ISBN 978-3-426-44630-0.